# Марсово поле
Вижте пояснителната страница за други значения на Марсово поле.
Марсово поле (лат. Campus Martius) е низина в Рим на левия бряг на река Тибър, с площ около 600 акра.
Преди основаването на Рим то е затворено на запад от завоя на река Тибър (близо до остров Исола Тиберина), на изток – от хълма Квиринал, а на югоизток – от Капитолийския хълм.
Според легенда то е било поле с пшеница, собственост на Тарквиний Горди, последния цар на Рим, който бил изгонен по време на основаването на Римската република.
Посветено е на бог Марс. Първоначално се намирало извън очертанията на Рим. Там се устройвали прегледите на войската, а по-късно се провеждали народните събрания-комиции и се избирали магистратите.